# みんな世のため
『みんな世のため』（みんなよのため）は、1967年（昭和42年）10月3日から同年12月25日まで、NET（現・テレビ朝日）の毎週月曜日20:00 - 20:56の枠で放送されたテレビドラマ。「みんな世のため」としては全13話。

なお、1968年1月1日にこの時間で放送されたスペシャルドラマ『クレージーのさる年めでたや七人男』（クレージーのさるどしめでたやしちにんおとこ）も「みんな世のため」のタイトルの下で掲載された文献もあり、本項では同作を含めて説明。

## 概要
上司に言いたいことも言えず、周りには敷かれっぱなしで身動きも出来ず、行き先も無く、ぬるま湯の世の中で目立たない男がある日突然「みんな世のため」と発奮して一つのことに精一杯取り組んで行ったらどうなるか。そんな人間たちの生き様と哀歓を、大きな笑いとユーモアを盛り込んで描かれたドラマ。「人々の間に積もった欲求不満をこれで吹き飛ばそう」という趣向の作品だった。
本作は毎回、主演と出演者、舞台設定が毎回異なるオムニバスドラマ形式。全14回のうち、ハナ肇とクレージーキャッツのメンバーが主演、また出演した回は半分の7回に及んだ。また、本作には一部、原作付きの回があった。

## 主演俳優
- 植木等（第1話）
- 長門勇（第2話、第13話）
- 谷啓（第3話、第12話）
- 犬塚弘（第4話、第11話）
- 杉浦直樹（第5話）
- 藤田まこと（第6話、第8話）
- 伴淳三郎（第7話）
- 宍戸錠（第9話　第7話にも出演）
- 川崎敬三（第10話）

## スタッフ
- 脚本：「放映リスト」参照
- 演出：「放映リスト」参照
- 制作：NET

## 放映リスト
| 話数 | 放送日         | サブタイトル                      | 脚本                | 演出       | 出演者 | 備考            |
| ---- | -------------- | --------------------------------- | ------------------- | ---------- | --- | --------------- |
| 1    | 1967年 10月2日 | ごっつあんで行こう!               | 土井行夫            | 吉武富士夫 | - 木原ひとし：植木等 - 川波親方：進藤英太郎 - みちる（川波の娘）：槇みちる - 美代：北林早苗 - 信子：桜むつ子 - スマイリー小原、万代峰子                      | 原作： 菊島隆三 |
| 2    | 10月9日        | 君もサムライになれる              | 柳下長太郎          | 木村幹     | - 古木順吉：長門勇 - 小枝（社長の姪）：姫ゆり子 - 加藤武、 - 浜村純、 - 長沢純、 - 恵とも子、 - 藤村有弘、 - 太刀川寛、 - 市川寿美礼                         | 原作： 樹下太郎 |
| 3    | 10月16日       | 男の値段                          | 土井行夫            | 浅見文吉   | - 半田：谷啓 - 中村メイコ、 - 安部徹、 - 月丘夢路、 - 江戸家猫八、 - 森塚敏、 - 柳生博、 - 三田村元、 - 藤原めぐみ、 - 津島康一、 - 児玉謙次                 |                 |
| 4    | 10月23日       | パパよあなたは強かった            | 山田洋次            | 吉武富士夫 | - 青山修平：犬塚弘 - 青山信子：春川ますみ - ハナ肇、 - 山本豊三、 - 中原剛、 - 中北千枝子、 - 中村是好、 - 人見明                                            |                 |
| 5    | 10月30日       | ほらふき男爵                      | 田村孟              | 吉武富士夫 | - 安井勝夫：杉浦直樹 - 宮城まり子 - 山口：ジェリー藤尾 - 野際陽子、 - 石橋エータロー、 - 桜井センリ、 - 黒川俊也、 - 北川町子                                |                 |
| 6    | 11月6日        | 鬼課長                            | 田波靖男            | 吉武富士夫 | - 杉浦大介：藤田まこと - 姿美千子、 - 三井弘次、 - 前田武彦、 - 二本柳寛、 - 斎藤達雄、 - 坪井捷子、 - 曽我町子、 - 佐山俊二                                 |                 |
| 7    | 11月13日       | 鶴亀先生上京す                    | 小松君郎            | 浅見文吉   | - 鶴亀先生：伴淳三郎 - 宍戸錠、 - 愛京子、 - 北あけみ、 - 桜京美、 - 太刀川寛、 - 青空あきお、 - 武藤英司、 - 外野村晋                                       | 原作： 源氏鶏太 |
| 8    | 11月20日       | ドンと来い! ムコはん              | 宮田達男            | 木村幹     | - 藤田まこと - 花沢徳衛、 - 三宅邦子、 - 笠置シヅ子、 - ナンセンストリオ、 - 豊浦美子、 - 北沢彪、 - 藤村有弘、 - 塚本信夫                                   |                 |
| 9    | 11月27日       | 実力で行こう                      | 田波靖男            | 星野和彦   | - 宍戸錠 - 益田喜頓、 - ジェリー藤尾、 - 宮城千賀子、 - 丹下キヨ子、 - 小川知子、 - 水島道太郎、 - 市村俊幸                                                  |                 |
| 10   | 12月4日        | 今夜はアタシ、明日はボク          | 小松君郎            | 吉武富士夫 | - 戸川茂：川崎敬三 - 戸川照子：浜木綿子 - 桂小金治 - 石津謙三：岡田眞澄 - 吹橋：市村俊幸 - 斎藤加代子：磯野洋子 - イーデス・ハンソン、 - 楠トシエ、 - 舟橋元 |                 |
| 11   | 12月11日       | もりそばと卵                      | 宮田達男            | 木村幹     | - 犬塚弘 - 園まり、 - 菅原謙二、 - 扇千景、 - 柳生博、 - 大原麗子、 - 市川翠扇、 - 菊田ゆか                                                                  |                 |
| 12   | 12月18日       | ヘンな新婚さん                    | 上條逸雄            | 吉武富士夫 | - 野田弘志：谷啓 - 百合：加賀まりこ - 伊藤雄之助、 - 左とん平、 - 木の実ナナ、 - 左卜全、 - 安田伸、 - 滝那保代                                              | 原作： 阿木翁助 |
| 13   | 12月25日       | 今月今夜の会                      | 木村重夫            | 浅見文吉   | - 長門勇 - 宮城まり子、 - 水野久美、 - 金子信雄、 - 美山なみ枝、 - 瑳峨三智子、 - 大泉滉、 - 田崎潤、 - 花柳喜章                                             | 原作： 源氏鶏太 |
| 14   | 1968年 1月1日  | クレージーの さる年めでたや七人男 | 笠原良三 柳下長太郎 | 星野和彦   | - クレージーキャッツ - 野際陽子、 - 春川ますみ、 - 黒柳徹子、 - フランキー堺、 - 中村メイコ、 - 丹下キヨ子、 - 久里千春                                      |                 |

## 前後番組
| NETテレビ系 月曜日20:00 - 20:56枠 | NETテレビ系 月曜日20:00 - 20:56枠   | NETテレビ系 月曜日20:00 - 20:56枠                                 |
| 前番組                            | 番組名                              | 次番組                                                            |
| --------------------------------- | ----------------------------------- | ----------------------------------------------------------------- |
| 俺は用心棒 （第1シリーズ）        | みんな世のため 【当番組のみ現代劇】 | 月曜ロードショー （19:30 - 20:56、つなぎ番組） ↓ 待っていた用心棒 |